# Elio Morille
Elio Morille (Alessandria, 7 settembre 1927 – Roma, 21 giugno 1998) è stato un canottiere italiano, medaglia d'oro nel quattro senza, ai Giochi olimpici di Londra 1948.

## Biografia
L'equipaggio del quattro senza (Giuseppe Moioli, Elio Morille, Giovanni Invernizzi, Franco Faggi) fu dominatore assoluto delle competizioni internazionali nella specialità tra il 1947 e il 1950. Vinse, oltre all'oro olimpico a Londra 1948, ben tre titoli europei (Lucerna 1947, Amsterdam 1949, Milano 1950).  La rinascita del canottaggio azzurro dopo la lunga sospensione causata dalla seconda guerra mondiale fu tutta merito di questo equipaggio, assieme all'otto guidato dal timoniere Alessandro Bardelli e costruito attorno a Angelo Fioretti, Pietro Sessa, Fortunato Maninetti e Bonifacio De Bortoli.

## Palmarès
| Anno | Manifestazione  | Sede     | Evento        | Risultato   | Note |
| ---- | --------------- | -------- | ------------- | ----------- | ---- |
| 1948 | Giochi olimpici | Londra   | Quattro senza | Oro         |      |
| 1952 | Giochi olimpici | Helsinki | Quattro senza | elim. batt. |      |